# Jatropha augusti
Jatropha augusti är en törelväxtart som beskrevs av Ferdinand Albin Pax och Käthe Hoffmann. Jatropha augusti ingår i släktet Jatropha och familjen törelväxter. Inga underarter finns listade i Catalogue of Life.